# Bajing, Jiangxi
Bajing är en köping i Kina. Den ligger i provinsen Jiangxi, i den sydöstra delen av landet, omkring 68 kilometer sydväst om provinshuvudstaden Nanchang. Antalet invånare är 32 312. Befolkningen består av 15 127 kvinnor och 17 185 män. Barn under 15 år utgör 21,0 %, vuxna 15-64 år 70 %, och äldre över 65 år 7,0 %.
Runt Bajing är det tätbefolkat, med 411 invånare per kvadratkilometer. Närmaste större samhälle är Tuochuan, 17,6 km öster om Bajing. Trakten runt Bajing består till största delen av jordbruksmark.
Genomsnittlig årsnederbörd är 2 190 millimeter. Den regnigaste månaden är juni, med i genomsnitt 367 mm nederbörd, och den torraste är oktober, med 28 mm nederbörd.